# Ihod, Mureș
Ihod este un sat în comuna Hodoșa din județul Mureș, Transilvania, România.

## Imagini

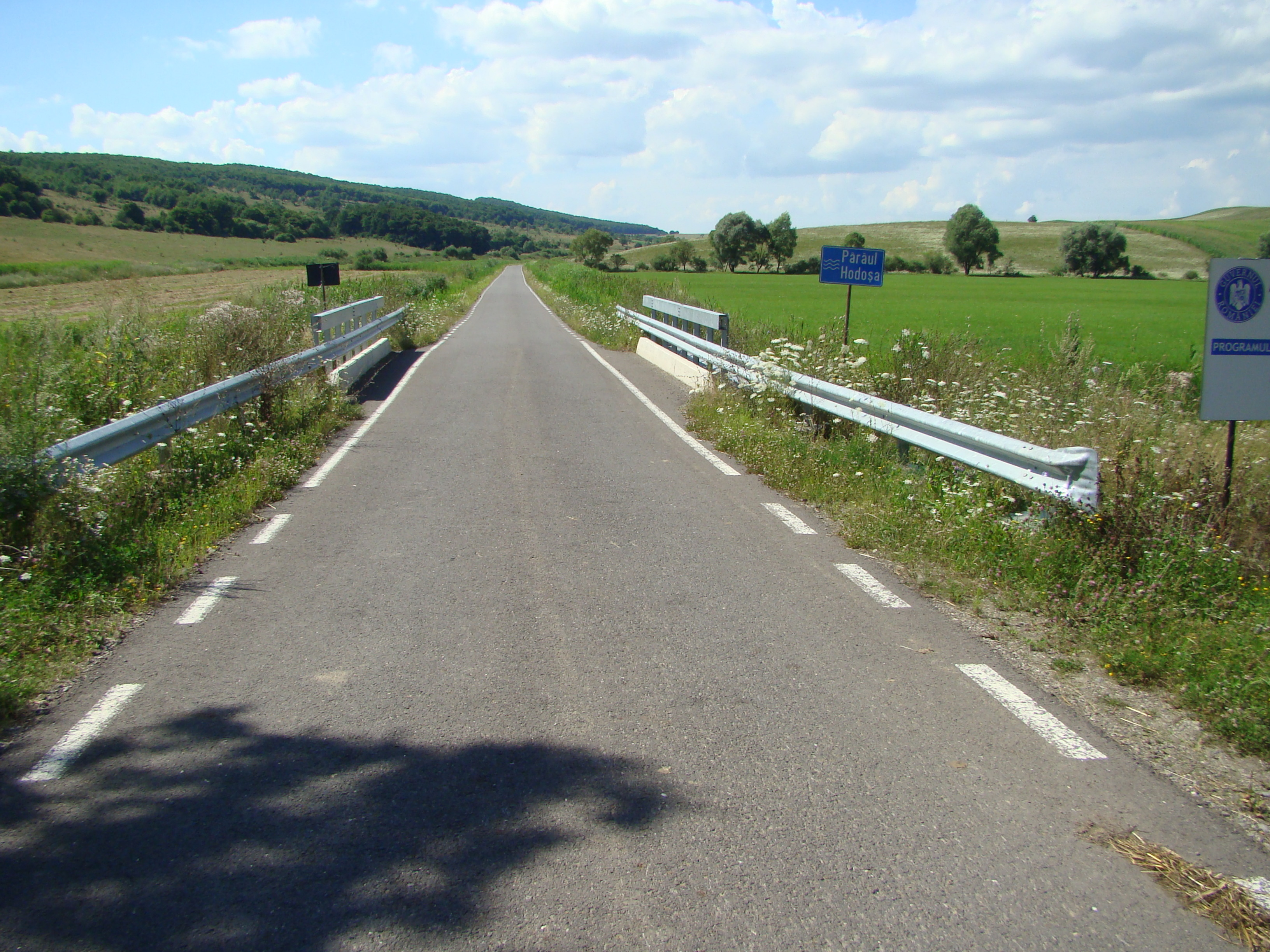
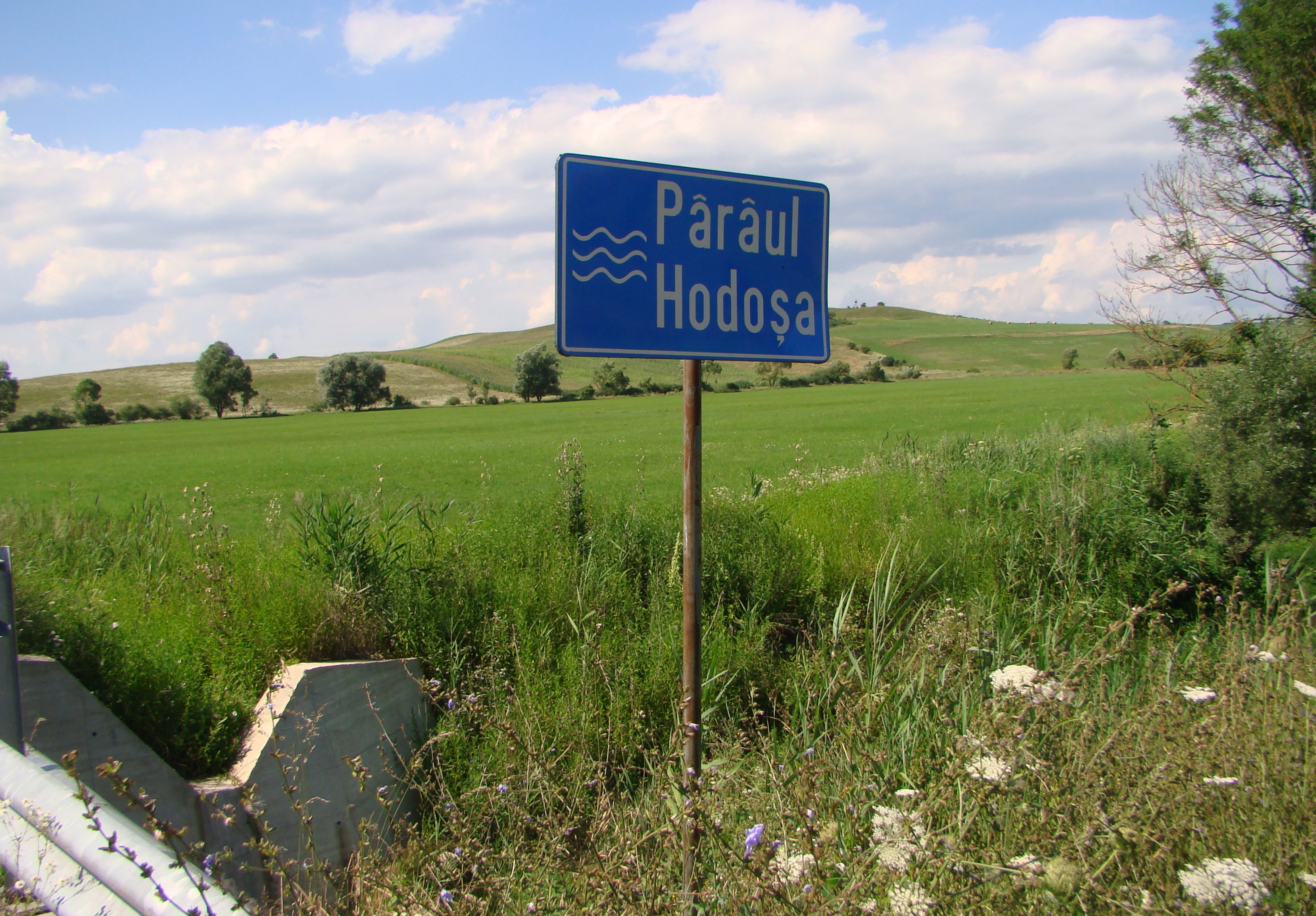
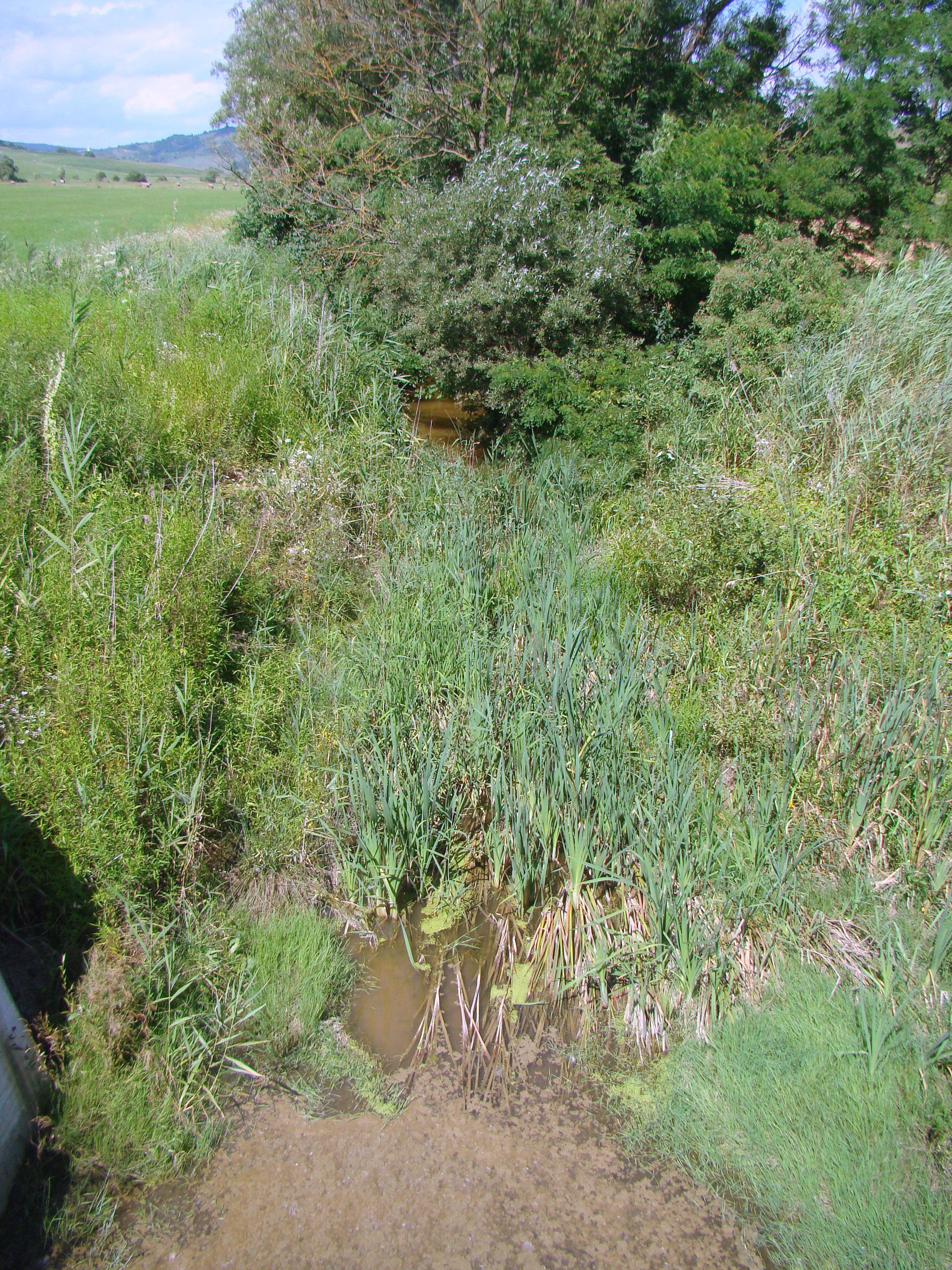
Râul Hodoșa
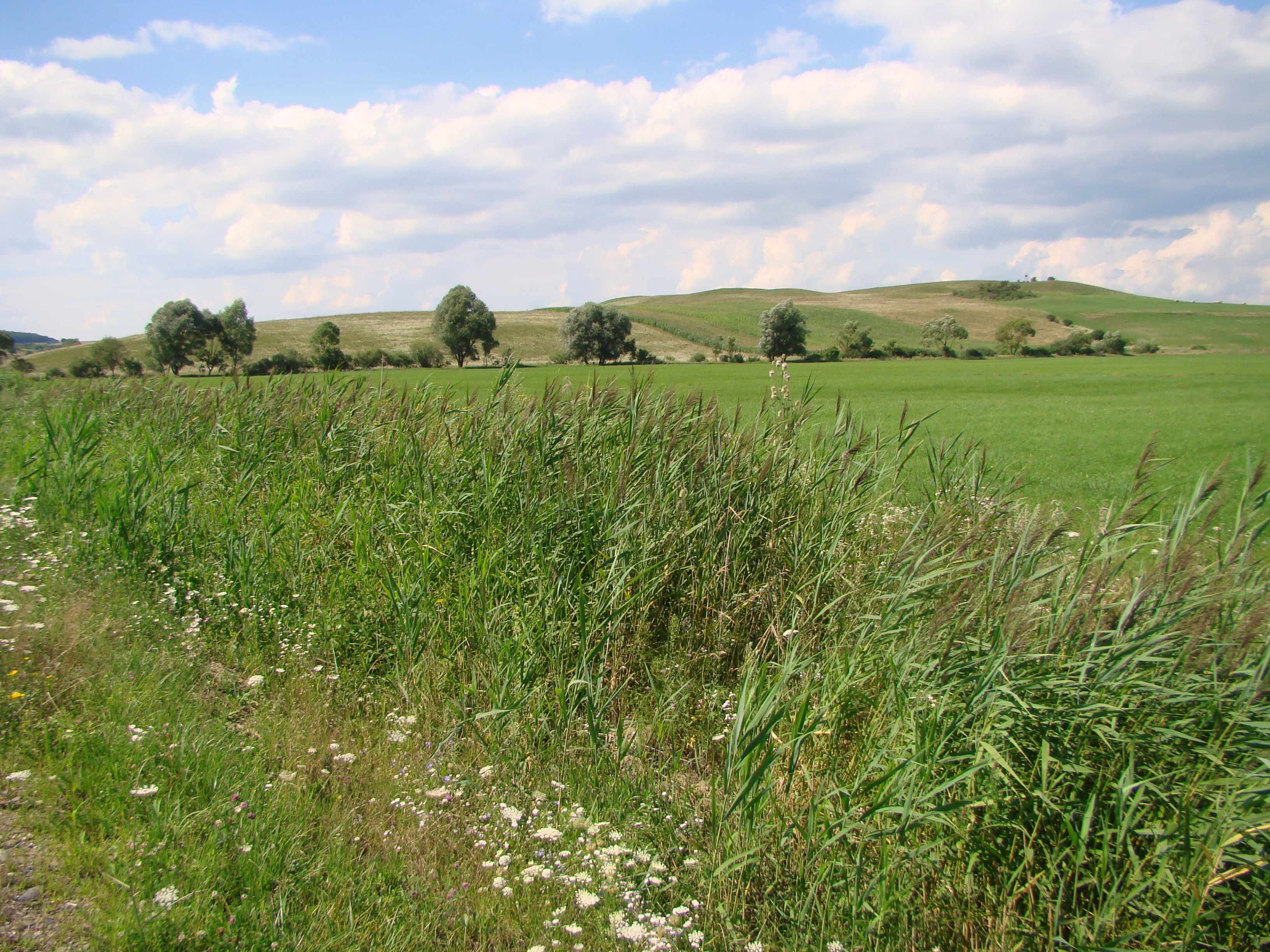
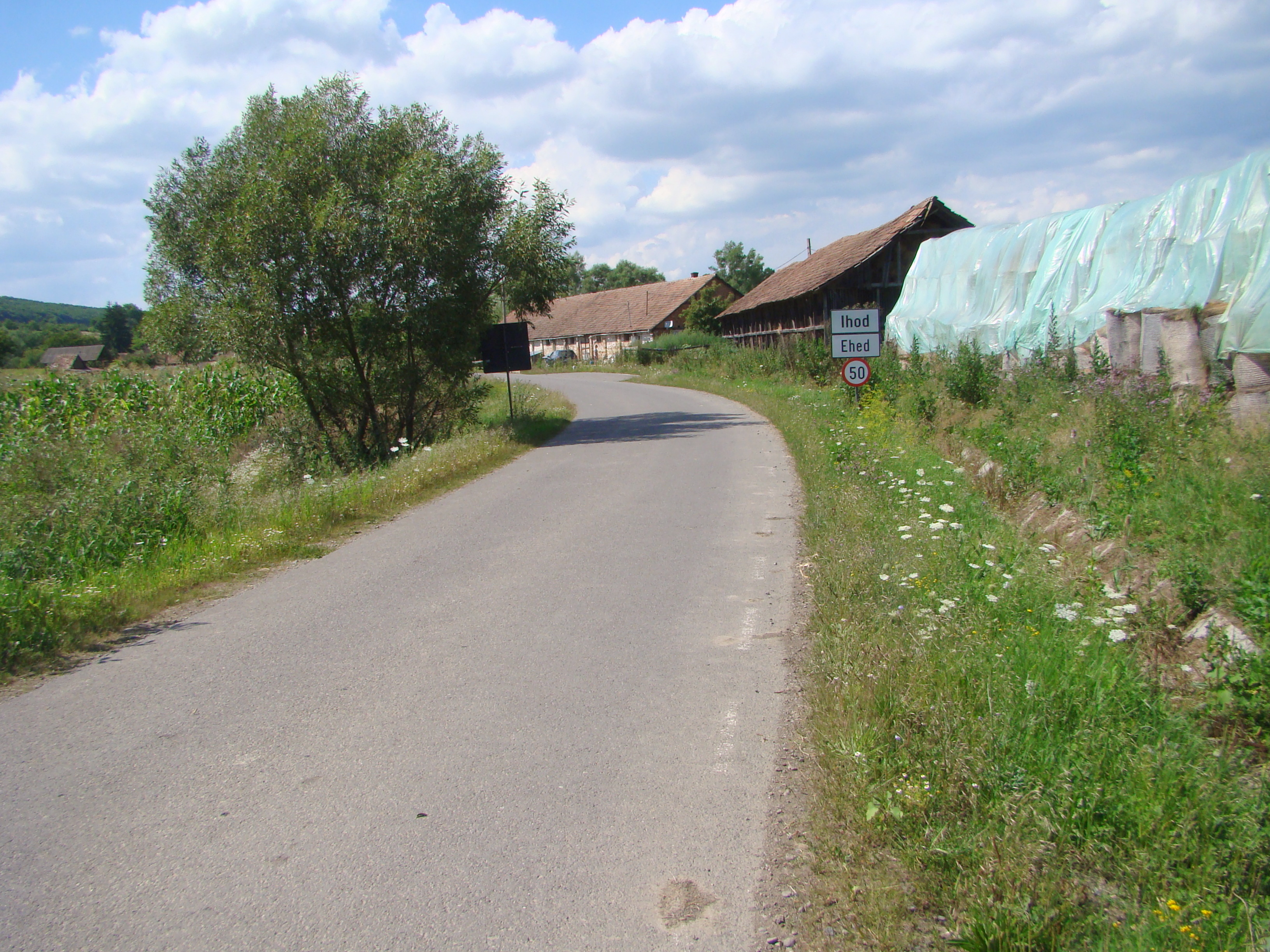
Intrarea în localitate
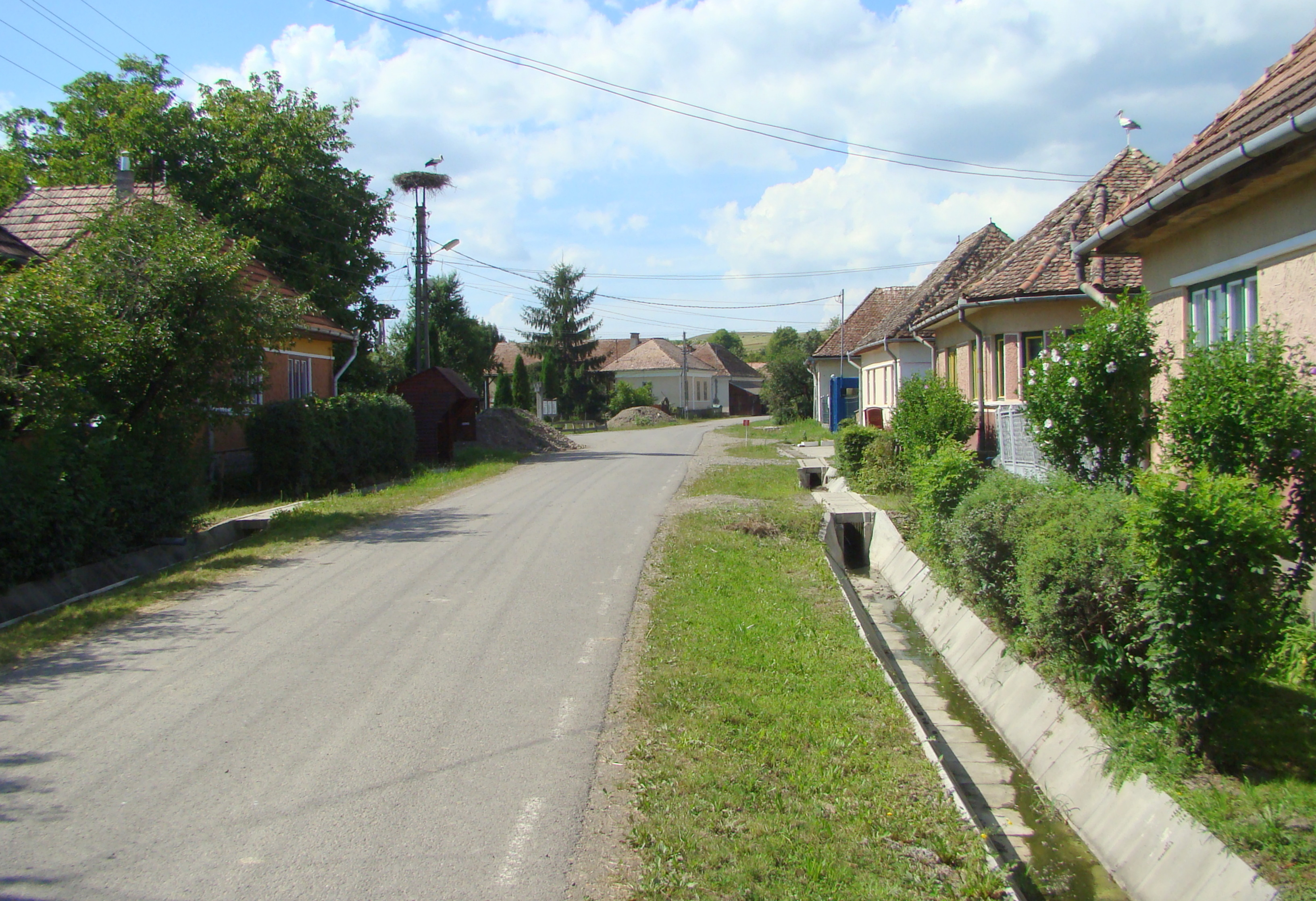
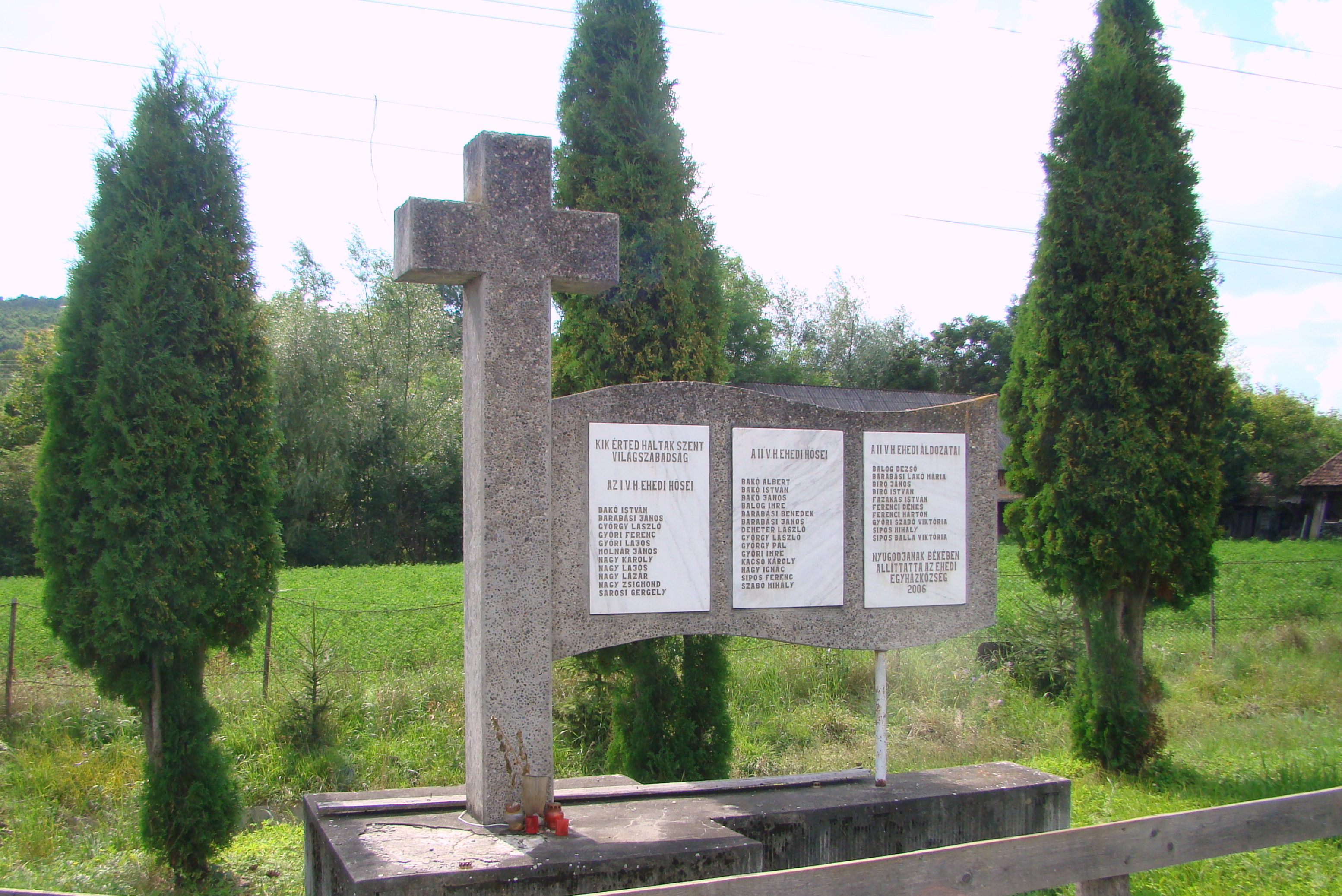
Monumentul eroilor
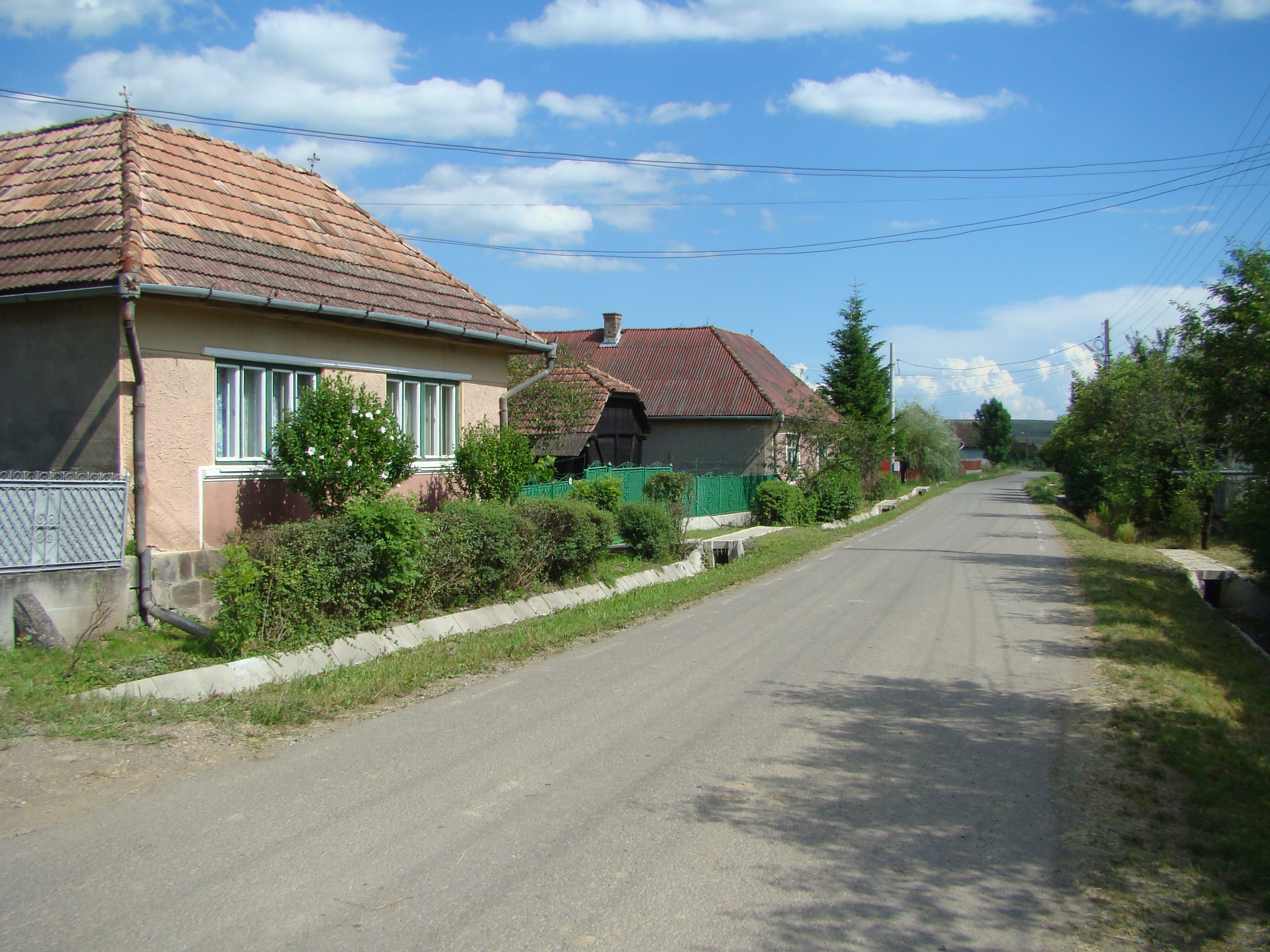
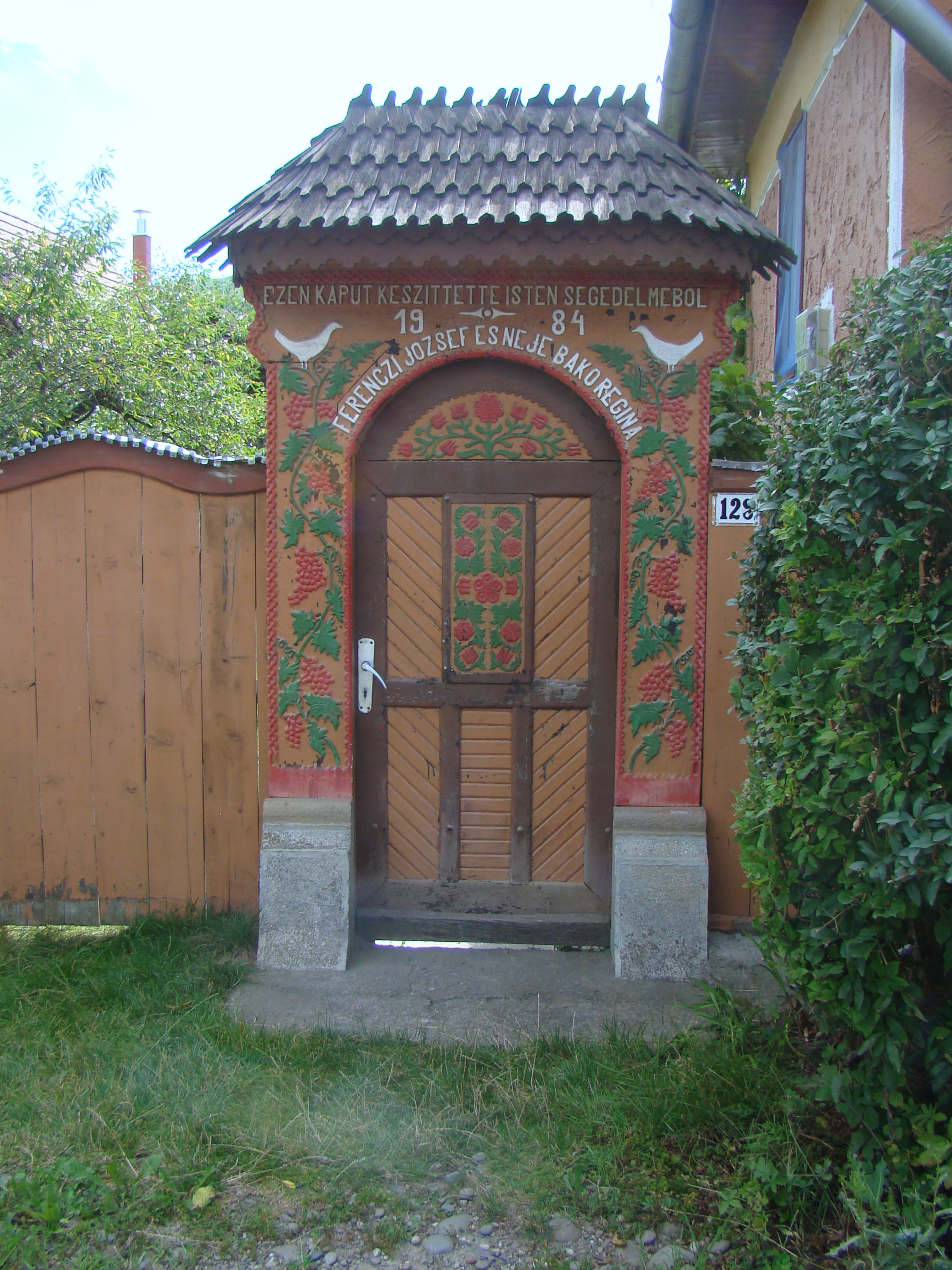
Poartă secuiască de lemn
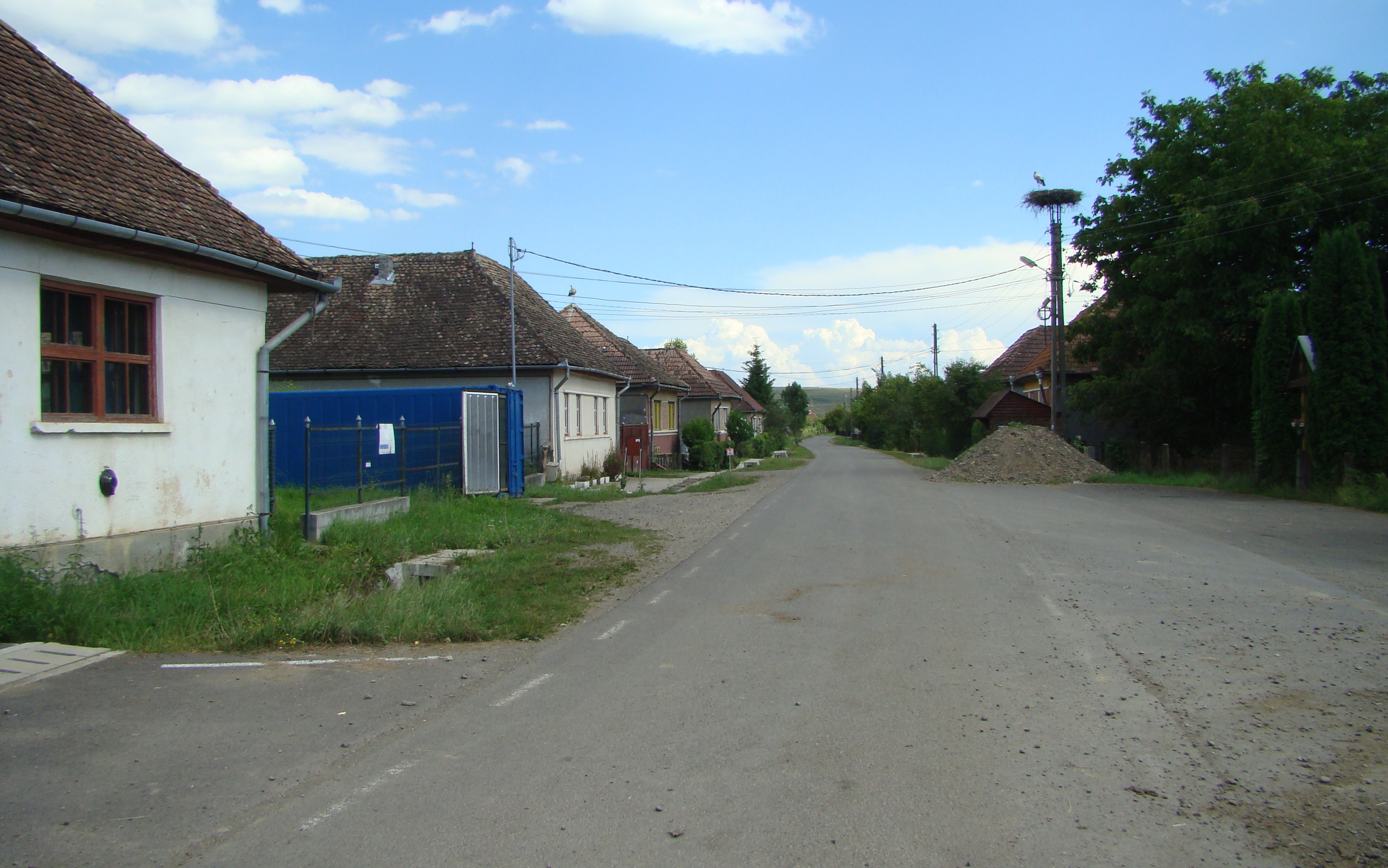
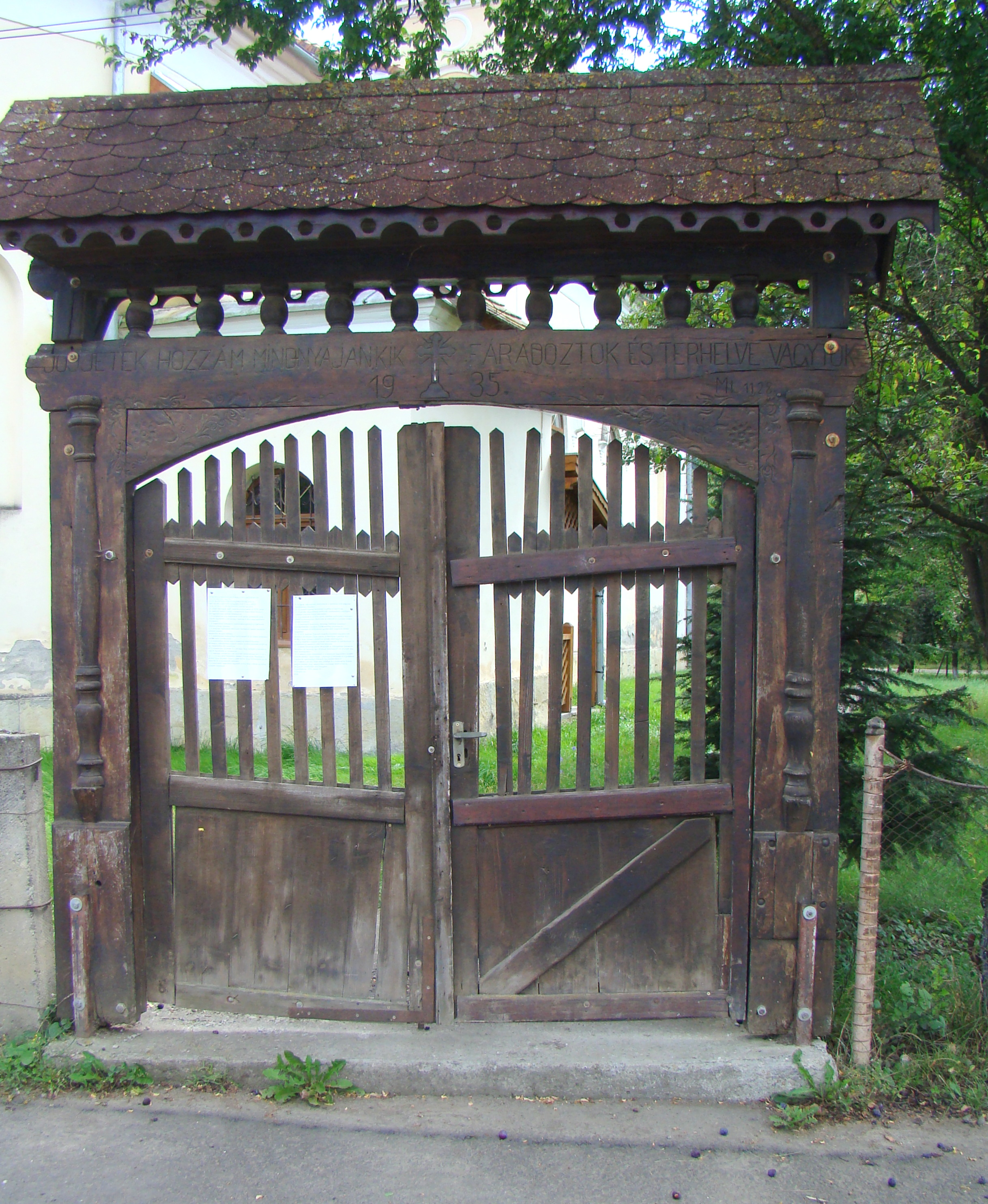
Poarta de lemn a bisericii romano-catolice
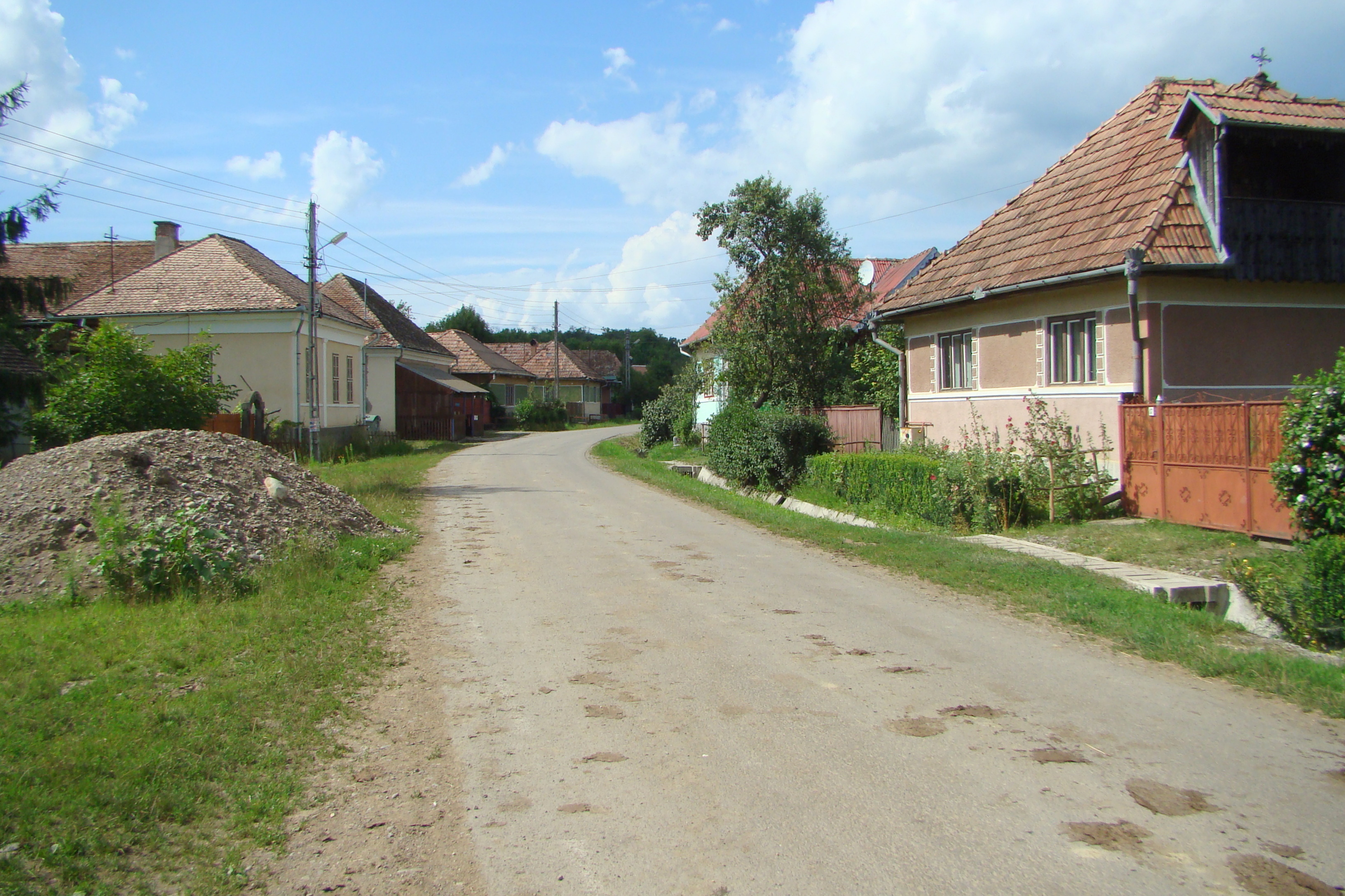
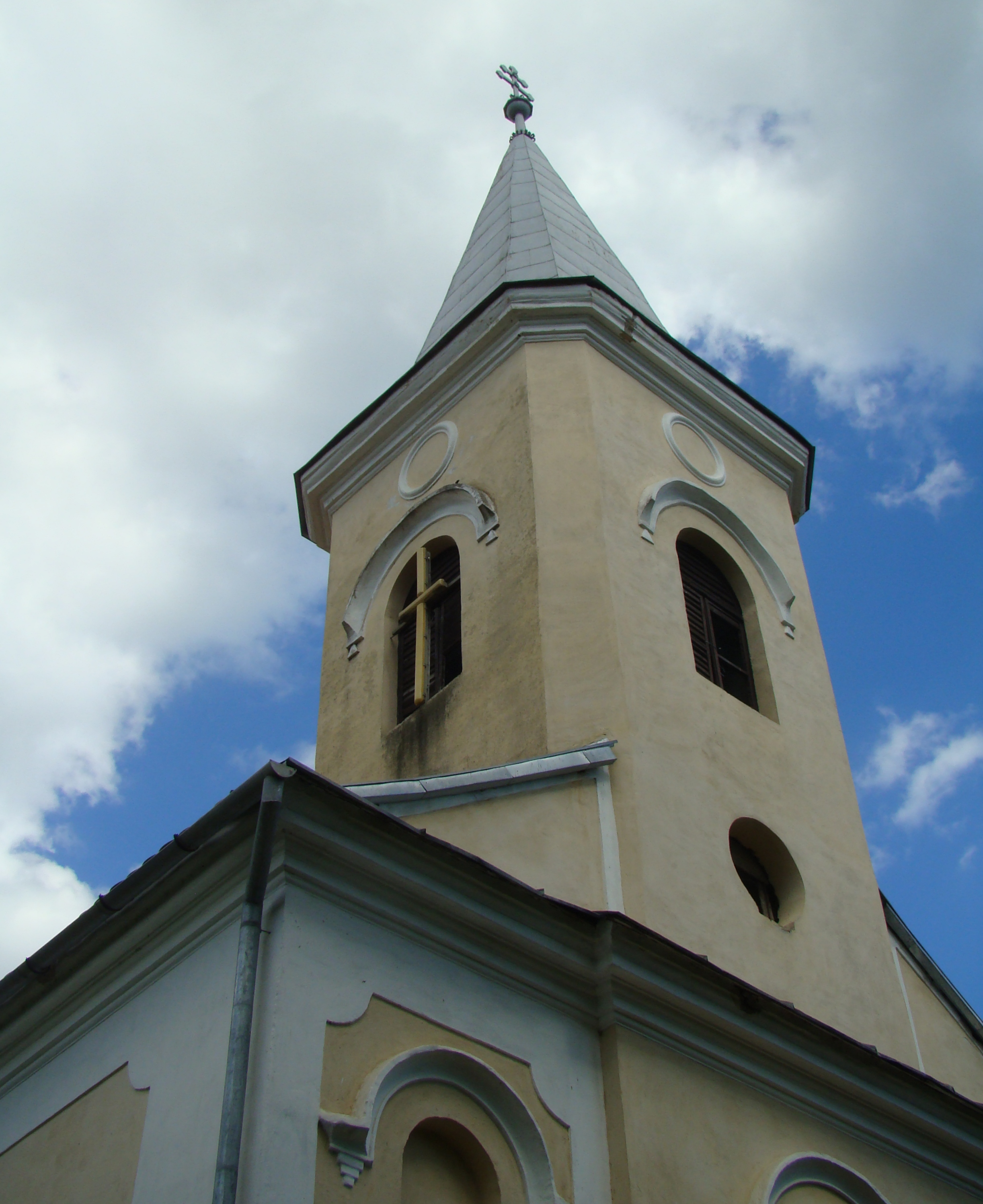
Turnul bisericii romano-catolice
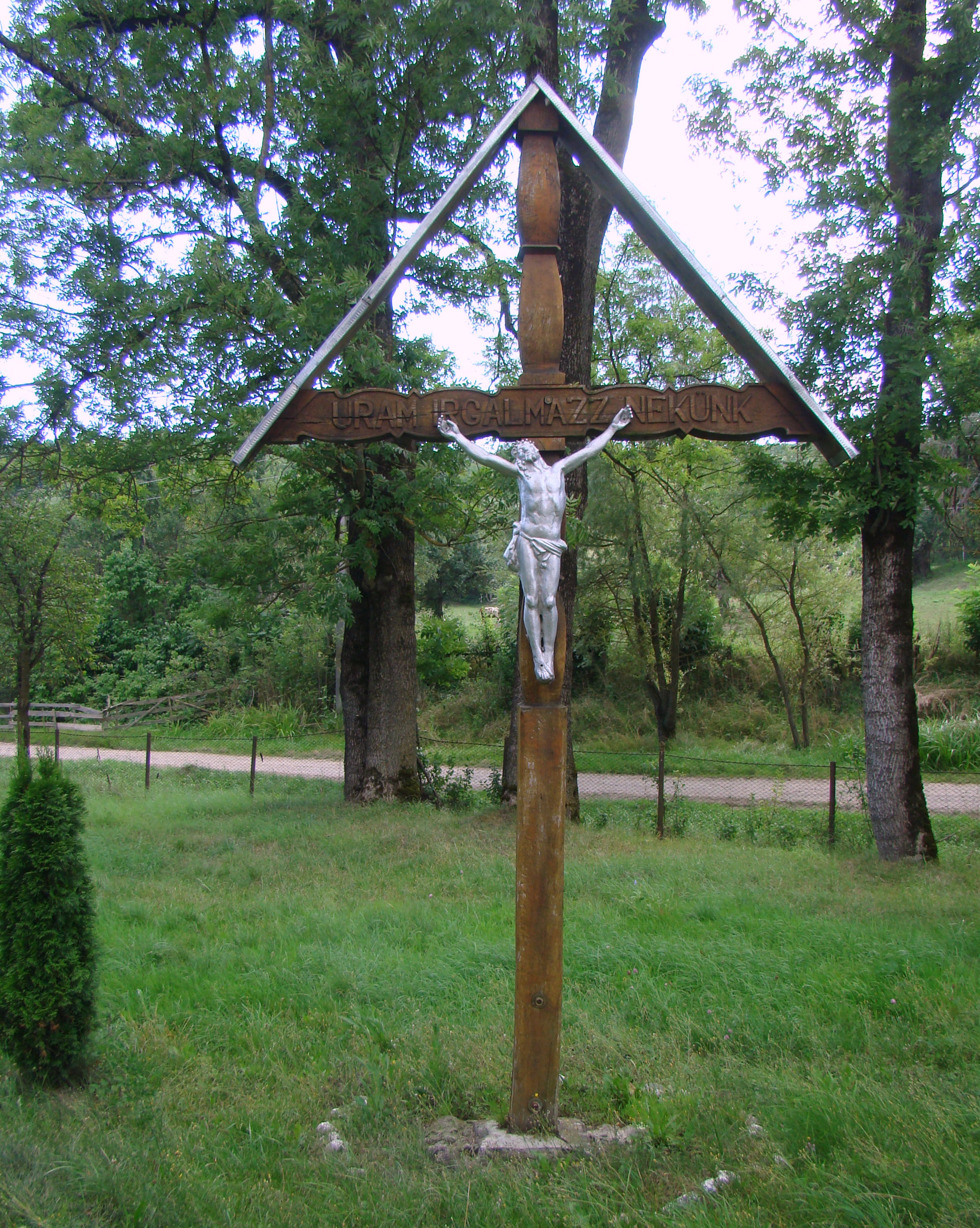